# 신녕 단층
신녕 단층(新寧 斷層, Sinnyeong Fault)은 경상북도 영천시 신녕면에서 대구광역시 군위군을 거쳐 상주시 공성면까지 이어지는 연장 70 km 이상 대규모 서북서-동남동 방향 단층이다. 가음 단층대의 일부이며 대구광역시 군위군과 구미시, 영천시의 6개 지점에서 단층의 노두가 보고되었다.

## 개요
가음 단층이 위치한 경상 분지 의성소분지 일대에는 가음 단층 외에도 소규모의 자잘한 단층이 다수 분포하는데 이 일대에 발달하는 일련의 단층들을 묶어 가음 단층계(佳音 斷層系, Gaeum Fault System, GFS) 또는 가음 단층대라 부른다. 뚜렷한 선상구조로 나타나는 서북서 주향의 단층들은 북쪽에서 남쪽으로 황학산 단층, 의성 단층, 금천 단층, 자락 단층, 가음(수기령) 단층, 군위 단층, 우보 단층, 신녕(백학동) 단층, 팔공산 단층으로 명명되어 있다. 신녕 단층의 명칭은 경상북도 영천시 신녕면에서 유래되었다. 
신녕 지질도폭(1980)에서는 가음 단층계의 방향성이 팔공산 화강암의 관입 방향과 유사하다며 단층의 약대(弱帶)를 따라 화강암의 관입이 있었고 관입 이후에도 단층의 운동이 있었던 것으로 추정했다. 최범영 외(2004)는 변형 받은 지층의 연령과 지형구조분석에 근거하여 가음 단층과 자락 단층이 백악기 전기 바렘절에 동-서 압축력에 의해 첫번째 좌수향운동을 했으며 플라이오세에 동-서 방향의 압축력에 의해 두번째 좌수향 이동을 겪은 것으로 보고하였다. 군위군 산성면 백학리에서 확인된 신녕 단층의 기하와 지형구조분석에 근거하여 신녕 단층은 백악기 후기 샹파뉴절에서 신생대 에오세까지 우수향으로 운동하였고, 플라이오세에 좌수향으로 재활동한 것으로 분석했다. 황병훈 외(2008)는 양산 단층과 가음 단층대가 동-서 내지 북동-남서 방향의 압축환경 하에서 각각 우수향과 좌수향 주향이동 감각으로 운동하였으며, 지속적인 압축환경 하에서 양산 단층계는 반시계방향으로 회전한 반면 가음 단층계는 시계방향으로 회전했다고 해석하였다. 그리고 가음 단층계가 절단하고 있는 신동층군 퇴적암의 변위(2.7 km)가 유천층군 화산암류의 변위(1.0 km)보다 상대적으로 크다고 보고하며, 이는 가음 단층의 운동 중에도 유천층군의 화산 활동이 활발했다는 것을 지시한다고 설명했다.

## 지질도폭
선산 지질도폭(1989)에서는 대부분 낙동강의 충적평야 아래를 지나 인지가 어려우며 지표에서는 구미시 산동읍 적림리에서 확인되었다. 대율 지질도폭(1980)에서는 백학동 단층으로 명명되었으며 북측 지괴가 남측에 비해 상대적으로 서쪽으로 이동한 것으로 보고되었다.

## 지역별 노두

### 부산리 지점

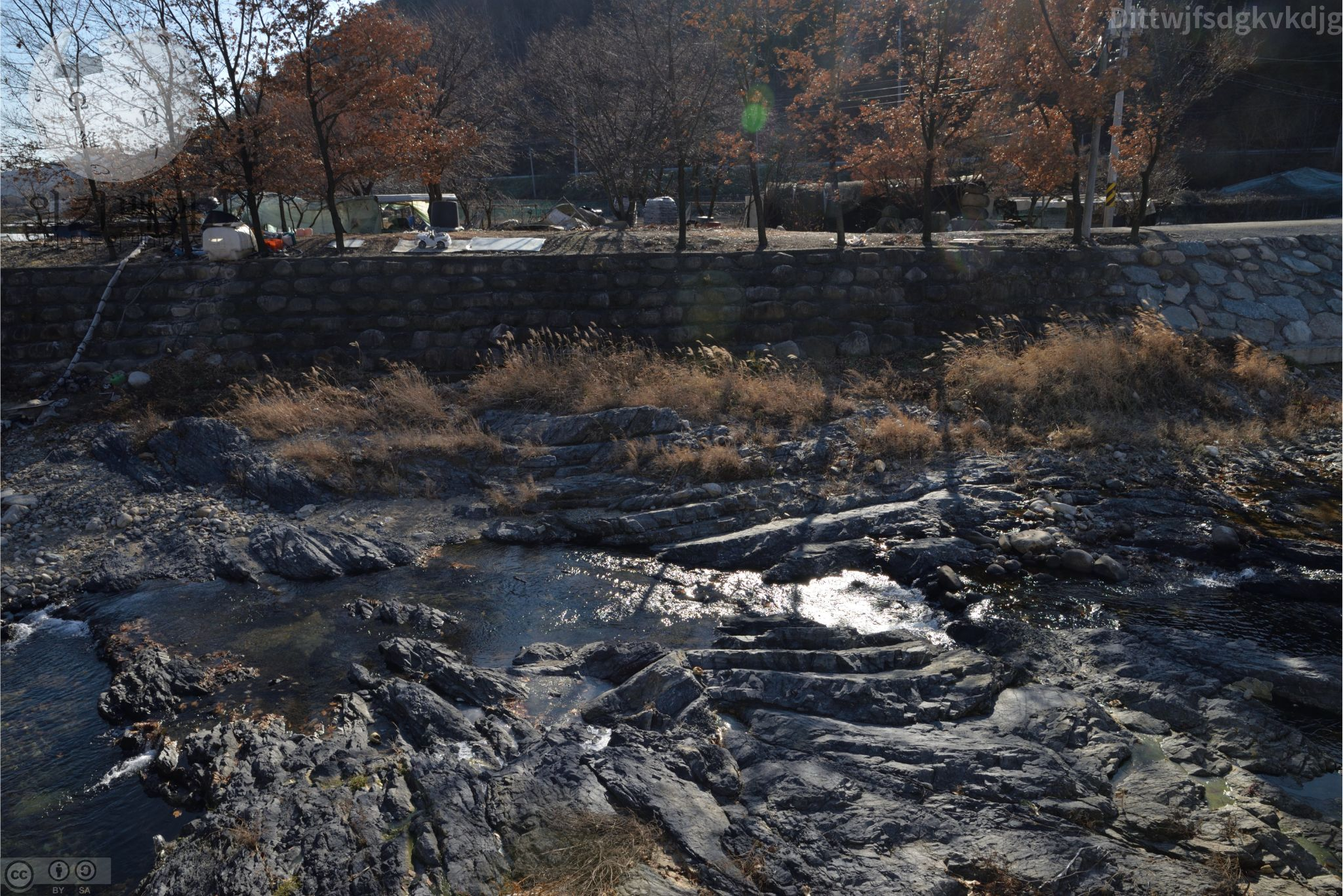
가음 단층대 신녕 단층 SN-1 노두

영천시 신녕면 부산리 지점(북위 36° 03′ 51.49″ 동경 128° 43′ 59.93″ / 북위 36.0643028°  동경 128.7333139° )은 천영범(2018)에 의해 SN-1 노두로 명명되었다. 단층의 노두는 부산보건진료소(도로명주소: 영천시 신녕면 치산효령로 578-14) 남쪽의 신녕천 하상에 드러나 있다. 이 단층은 주향 북서 70°에 고각의 경사를 보이며 경상 누층군 점곡층의 교호하는 사암과 미사암을 절단한다. 약 1.5 m 폭의 단층핵은 담청색의 단층비지 및 응집력 없는 단층각력들로 구성된다. 남쪽의 단층손상대 내에는 수 센티미터의 수평 변위량을 가지는 북동 75° 방향의 소규모 부차 단층과 방해석맥으로 충전된 소규모 단열들이 관찰된다. 운동 감각은 북동-남서 방향의 최대수평응력을 지시한다.

### 백학리 지점

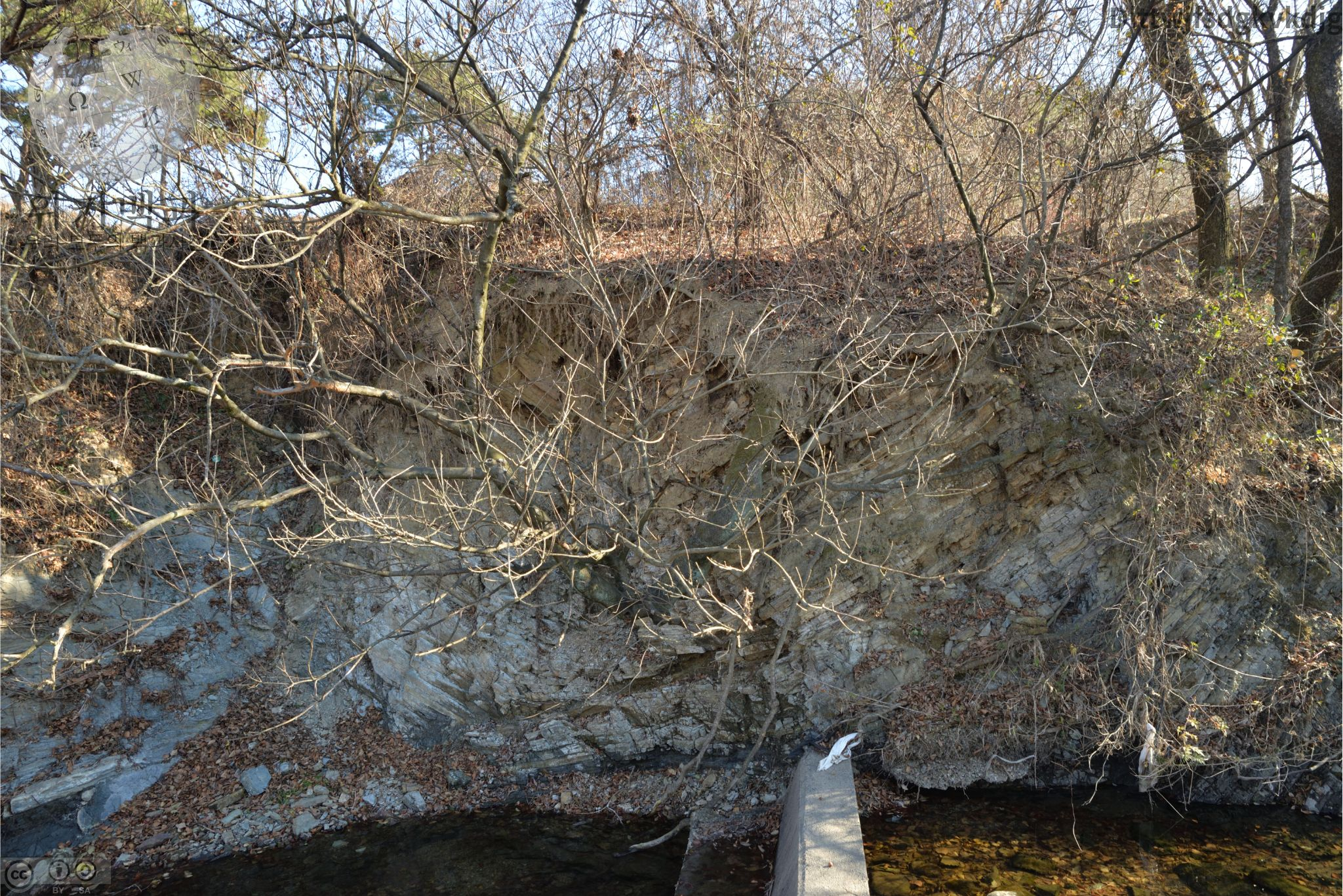
가음 단층대 신녕 단층 SN-2 노두

군위군 산성면 백학리 지점(북위 36° 04′ 28.24″ 동경 128° 42′ 23.83″ / 북위 36.0745111°  동경 128.7066194° )은 천영범(2018)에 의해 SN-2 노두로 명명되었다. 산성면 백학리의 지방도 제919호선(치산효령로)에는 매점휴게소(도로명주소: 치산효령로 881)와 SK주유소(도로명주소: 치산효령로 824) 사이에 직선으로 뻗은 구간이 있고 그 중간 도로변에 회색 컨테이너가 있으며 그 앞으로 이름 없는 하천이 도로 밑으로 지나는데 이곳에 SN-2 노두가 드러나 있다. 이 단층은 경상 누층군 점곡층의 사암을 절단하며 주 단층면의 주향은 북서 87°, 경사는 남서 72°이다. 주 단층면의 단층핵은 두께 1 m 이내고 2~3 cm 두께의 단층비지대와 단층각력대로 구성된다. 주 단층에서 남쪽으로 약 1 m 떨어진 지점에는 주향 북서 38°, 경사 남서 88°의 소규모 단층이 있는데 이 단층은 모든 지층을 절단하지 못하고 퇴적암의 층리(주향 북동 73°, 경사 북서 27°)를 따라 수렴하는 모습을 보인다. 단층에 인접한 점곡층 지층은 단층 북쪽 지괴에서 주향 북동 50°, 경사 북동 10°의 일정한 자세를 보이나 남쪽 지괴에서는 단층면에서 멀어질수록 경사가 남서→북동으로 변하며 수 미터 진폭의 완만한 습곡을 형성한다. 주 단층면의 운동 감각은 SN-1 노두와 동일한 북동-남서 방향의 압축 응력을 지시한다.

### 명산리 지점
군위군 부계면 명산리 지점(북위 36° 05′ 57.75″ 동경 128° 38′ 09.12″ / 북위 36.0993750°  동경 128.6358667° )은 천영범(2018)에 의해 SN-3 노두로 명명되었다. 경상 누층군 일직층의 사암과 미사암을 절단한다. 노출이 불량하여 단층의 북쪽 손상대(Damage Zone)와 단층비지대를 확인하기 어려우나 단층핵으로 추정되는 부분에 열수로 인해 담청색으로 변질된 파쇄암의 흔적을 확인할 수 있다.

### 장군리 지점
군위군 효령면 장군리 지점(북위 36° 07′ 50.38″ 동경 128° 33′ 29.62″ / 북위 36.1306611°  동경 128.5582278° )은 천영범(2018)에 의해 SN-4 노두로 명명되었다. 이 단층은 북서 79°의 주향과 고각의 경사를 보이며 경상 누층군 하산동층의 사암을 절단하고 있다. 단층경면의 섬유상 결정은 좌수향 횡압축성 주향이동을 지시한다. 단층 주변 하산동층은 단층에 인접할수록 단층의 주향과 거의 평행해진다.

### 묵어리 지점
구미시 장천면 묵어리 지점(북위 36° 08′ 14.59″ 동경 128° 32′ 25.84″ / 북위 36.1373861°  동경 128.5405111° )은 천영범(2018)에 의해 SN-5 노두로 명명되었다. 이 단층은 경상 누층군 하산동층의 담회색 사암과 석탄층을 경계 짓는다. 주 단층면은 북서 66°의 주향과 북동 72°의 경사를 가지나 인접한 부차 단층은 북서 56°의 주향과 주 단층과 반대방향인 남서 54°의 경사를 가진다. 단층 남쪽의 지층은 단층에 가까워질수록 단층의 주향과 평행하게 배열되고 습곡이 발달하나 북쪽의 지층에서는 지층의 경동(傾動)이나 습곡이 인지되지 않는다.

### 괴곡리 지점
구미시 해평면 괴곡리 지점(북위 36° 10′ 28.14″ 동경 128° 24′ 51.72″ / 북위 36.1744833°  동경 128.4143667° )의 단층은 경상 분지의 기반암에 해당하는 선캄브리아기의 편마암과 편암을 절단한다. 단층경면에서는 좌수향 횡압축성 감각이 우세하며 이들이 먼저 형성된 정이동성 감각을 지우는 양상이 확인된다.
| 위치                        | 좌표                                                                          | 지질                            | 주향              | 경사              | 성향                    | 단층핵   | ESR 연대측정값 | 비고      |        |
| 영천시                      | 영천시                                                                        | 영천시                          | 영천시            | 영천시            | 영천시                  | 영천시   | 영천시         | 영천시    | 영천시 |
| --------------------------- | ----------------------------------------------------------------------------- | ------------------------------- | ----------------- | ----------------- | ----------------------- | -------- | -------------- | --------- | ------ |
| 영천시 신녕면 부산리 (SN-1) | 북위 36° 03′ 51.49″ 동경 128° 43′ 59.93″ / 북위 36.0643028° 동경 128.7333139° | 경상 누층군 점곡층 사암         | 북서 60°          | 고각              | 좌수향 주향이동         | 1.5 m    | -              |           |        |
| 군위군                      |                                                                               |                                 |                   |                   |                         |          |                |           |        |
| 군위군 산성면 백학리 (SN-2) | 북위 36° 04′ 28.24″ 동경 128° 42′ 23.83″ / 북위 36.0745111° 동경 128.7066194° | 경상 누층군 점곡층 사암         | 북서 87°          | 남서 ~72°         | 좌수향 주향이동         | 1 m 이내 | -              |           |        |
| 군위군 부계면 명산리 (SN-3) | 북위 36° 05′ 57.75″ 동경 128° 38′ 09.12″ / 북위 36.0993750° 동경 128.6358667° | 경상 누층군 일직층 사암         |                   |                   |                         |          | -              | 노출 불량 |        |
| 군위군 효령면 장군리 (SN-4) | 북위 36° 07′ 50.38″ 동경 128° 33′ 29.62″ / 북위 36.1306611° 동경 128.5582278° | 경상 누층군 하산동층 사암       | 북서 79°          | 고각              | 좌수향 주향이동         |          | -              |           |        |
| 구미시                      |                                                                               |                                 |                   |                   |                         |          |                |           |        |
| 구미시 장천면 묵어리 (SN-5) | 북위 36° 08′ 14.59″ 동경 128° 32′ 25.84″ / 북위 36.1373861° 동경 128.5405111° | 경상 누층군 하산동층 사암, 석탄 | 북서 66° 북서 56° | 북동 72° 남서 54° |                         |          | -              |           |        |
| 구미시 해평면 괴곡리 (SN-6) | 북위 36° 10′ 28.14″ 동경 128° 24′ 51.72″ / 북위 36.1744833° 동경 128.4143667° | 선캄브리아기 편마암, 편암       |                   |                   | 정이동, 좌수향 주향이동 |          | -              |           |        |

## 같이 보기
- 한국의 단층
- 가음 단층
- 양산 단층
- 안동 단층
- 영천시의 지질
- 대구광역시의 지질
- 구미시의 지질
- 의성군의 지질
- 경상 분지
- 한국의 지질
- 단층